# Reologia skał
Reologia skał – dział mechaniki, który zajmuje się badaniami odkształceń skał znajdujących się pod obciążeniem. Dotyczy to górotworu w przypadku płynięcia skał, ich odkształceniu, pełzaniu oraz wszelkich zmian w stanie naprężeń w różnych warunkach termodynamicznych i fizykochemicznych